# Biblisheim
Biblisheim település Franciaországban, Bas-Rhin megyében. Lakosainak száma 353 fő (2022. január 1.). Biblisheim Durrenbach, Gunstett, Haguenau, Surbourg és Walbourg községekkel határos.

## Népesség
A település népességének változása:
| Lakosok száma | 332  | 343  | 355  | 358  | 365  | 365  | 361  | 357  | 353  |
|               | 2013 | 2015 | 2016 | 2017 | 2018 | 2019 | 2020 | 2021 | 2022 |